# Martín de Redín
Martín de Redín y Cruzat (Pamplona 1579 - Malta 1660) va ser un militar i polític navarrès. Tercer fill de Carlos de Redín i Isabel de Cruzat, va néixer al palau familiar que avui és el número 37 de la Calle Mayor de Pamplona i que és la seu del conservatori musical. Era germà de Tiburcio de Redín y Cruzat.
Durant la seva estada a Pamplona va realitzar obres de construcció i fortificació de les muralles, a la zona nord, prop de la catedral, en la zona que avui es coneix com El Redín.
Membre de l'Orde de l'Hospital, fou mestre de camp a Navarra i Catalunya. Va ser nomenat Gran Prior de Navarra el 1641 i va ser designat virrei de Sicília el 1656. Fou elegit Gran Mestre amb l'oposició de l'inquisidor de Malta i el partit francès.

## 58è Gran Mestre de l'Orde de l'Hospital
Va dirigir l'orde des del 17 d'agost de 1657 fins al 6 de febrer de 1660. Tot i que el seu mestratge fou curt, l'illa de Malta es va beneficiar considerablement: va crear un cos de 4 mil mosqueters i va ordenar la construcció de 13 torres de vigilància que porten el seu nom. També va emprendre la fortificació de l'illa i va pagar ell mateix els soldats que vigilaven els forts. Per la seva connexió amb el virrei de Sicíli va obtenir aliments per als maltesos que en aquella època tenien necessitat.